# Ranunculus tetrandrus
Ranunculus tetrandrus är en ranunkelväxtart som beskrevs av Wen Tsai Wang. Ranunculus tetrandrus ingår i släktet ranunkler, och familjen ranunkelväxter. Inga underarter finns listade i Catalogue of Life.